# Falsomesosella grisescens
Falsomesosella grisescens là một loài bọ cánh cứng trong họ Cerambycidae.